# Élection présidentielle islandaise de 1972

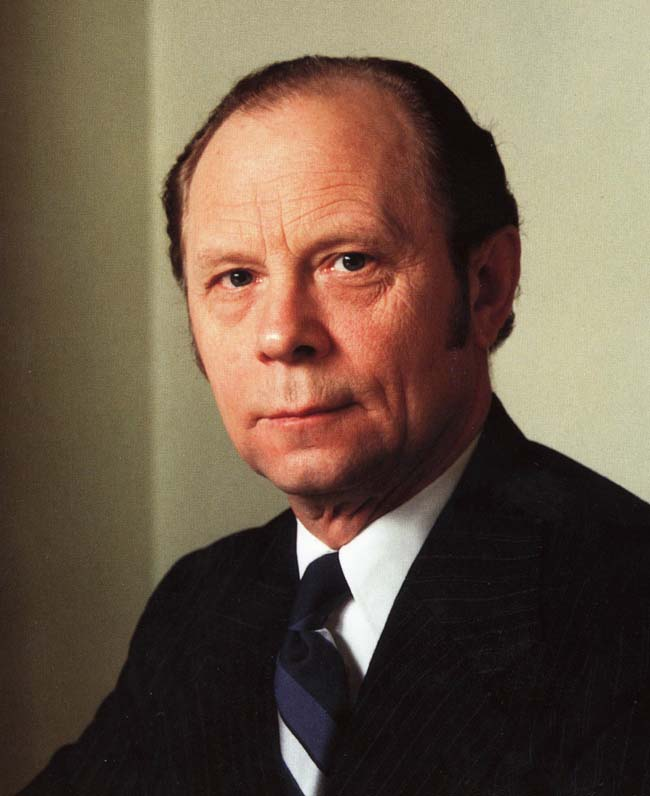
Kristján Eldjárn, réélu sans opposant en 1972.

Une élection présidentielle devait avoir lieu en 1972 en Islande. Néanmoins, face à l'absence d'opposants, le  Président élu en 1968, Kristján Eldjárn, a été reconduit sans élection.